# 애틀랜타 글래디에이터스
| 애틀랜타 글래디에이터스 | |
| 콘퍼런스                | 동부 콘퍼런스                                                                                             |
| 디비전                  | 사우스 디비전                                                                                             |
| 설립연도                | 1995년 |
| 해체연도                | |
| 역사                    | 모빌 미스틱스 (1995년~2002년) 그위닛 글래디에이터스 (2003년~2015년) 애틀랜타 글래디에이터스 (2015년~현재) |
| 경기장                  | 인피니트 에너지 아레나                                                                                    |
| 연고지                  | 조지아주 덜루스                                                                                           |
| 상징색                  | 가닛, 금, 검정, 하양                                                                                      |
| 구단주                  | 조 겔레만                                                                                                 |
| 단장                    | 조 겔레만                                                                                                 |
| 감독                    | 앤디 브란트                                                                                               |
| NHL 제휴                | 보스턴 브루인스                                                                                           |
| AHL 제휴                | 프로비던스 브루인스                                                                                       |
| 정규시즌 우승           | - |
| 콘퍼런스 우승           | 1 (2006)                                                                                                  |
| 디비전 우승             | 3 (2006, 2012, 2013)                                                                                      |
| 켈리 컵                 | - |
| 영구 결번               | - |

애틀랜타 글래디에이터스(Atlanta Gladiators)는 미국 조지아주 덜루스를 연고지로 하는 ECHL의 동부 콘퍼런스 사우스 디비전 소속 아이스 하키팀으로 대한민국 아이스하키 국가대표팀 출신 신상훈의 소속팀이다.

## 역대 홈경기장
| 그위닛 글래디에이터스/애틀랜타 글래디에이터스 |             |          |                 |                                                                             |
| 경기장                                        | 사용기간    | 수용인원 | 장소            | 비고                                                                        |
| 인피니트 에너지 아레나                        | 2003년~현재 | 11,355명 | 조지아주 덜루스 | 그위닛 시빅 센터 아레나(2003년~2004년) 아레나 앳 그위닛 센터(2004년~2015년) |